# 코르시카 해협

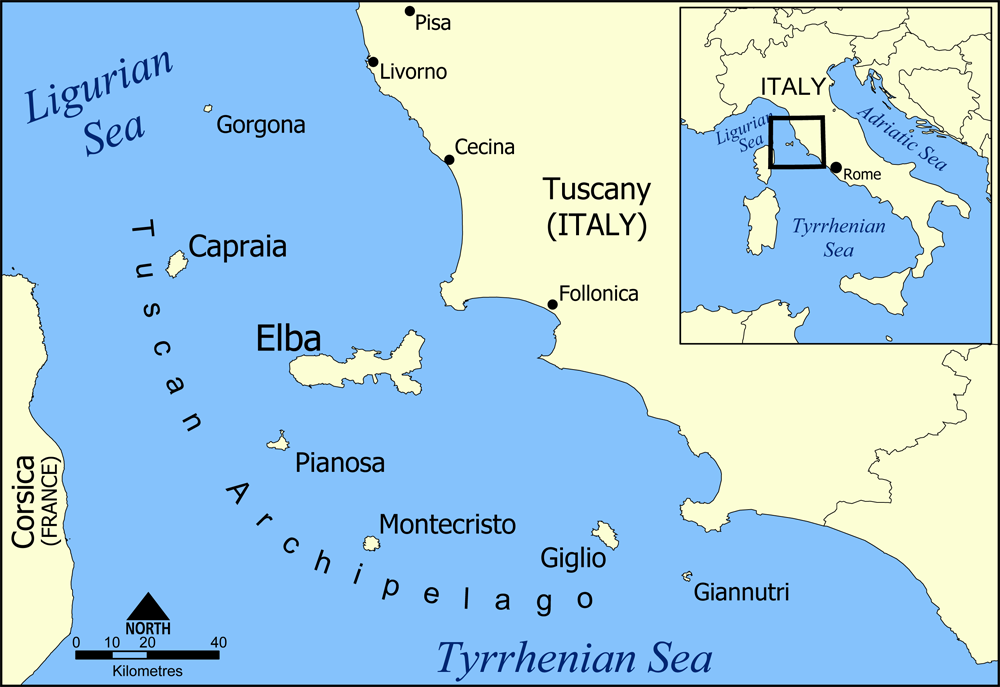
코르시카 해협

코르시카 해협(이탈리아어: Canale di Corsica, 프랑스어: Canal de Corse)은 이탈리아반도와 코르시카섬 사이의 해협이다. 폭은 약 80 km이다. 티레니아해와 리구리아해를 잇는다. 해협 중간에 엘바섬을 포함하는 토스카나 제도가 있다.